# Sete Gibernau
Manuel Sete Gibernau Bultó, född 15 december 1972 i Barcelona, är en katalansk och spansk roadracingförare. Han var aktiv i Grand Prix Roadracing i klasserna 250GP, 500GP och MotoGP från 1992 till 2009. Han blev tvåa i MotoGP 2003 och 2004. Gibernau är barnbarn till Bultacos grundare Paco Bultó.

## Tävlingskarriär
Gibernau körde ett Grand Prix om året i 250-kubiksklassen från 1992 till 1995. Roadracing-VM 1996 körde han hela säsongen på en Yamaha och blev 22:a i VM. 

### 500GP
Roadracing-VM 1997 fick Gibernau en styrning för Yamahateamet Marlboro Team Rainey i kungaklassen 500GP. Han blev 13:e i VM. Roadracing-VM 1997 gick han till  Repsol Honda där han körde en Honda NSR V2 till en elfteplats i VM. Första pallplatsen kom med tredjeplatsen i Madrids Grand Prix. Gibernau fortsatte hos Repsol Honda säsongen 1998. Efter fem Grand Prix fick han börja köra den kraftfullare Honda NSR V4. Han blev femma i VM 1998. Gibernau fortsatte i samma team 1999 men den uppåtgående trenden bröts och han blev 15:e i VM. Gibernau fick kontrakt med Suzukis fabriksstall 2001 där han blev stallkamrat med regerande världsmästaren Kenny Roberts Jr. Gibernau vann sitt första Grand Prix genom segern i Valencia 23 september 2001 och slutade som nia i det sista världsmästerskapet i 500-kubiksklassen.

### MotoGP
Roadracing-VM 2002 tilläts fyrtaktsmotorcyklar med cylindervolymen 990 cm³ att deltaga jämsides med de traditionella tvåtaktarna med 500 cm³ cylindervolym och klassen döptes om till MotoGP. Gibernau fortsatte som fabriksförare hos Suzuki men deras MotoGP-motorcykel var inte konkurrenskraftig. Gibernau blev 16:e i VM.
Under MotoGP-säsongerna 2003 och 2004 var Gibernau för Gresini Honda-team den främste utmanaren till världsmästaren Valentino Rossi. Han blev VM-tvåa båda åren och tog 4 segrar och 10 pallplatser vardera år. 2005 inleddes med den berömda sammanstötningen mellan Rossi och Gibernau i sista kurvan på Jerezbanan. Därefter gick säsongen emot Gibernau och han blev sjua i VM. Efter att hans säsong för Ducati 2006 fylldes av skador så pensionerade sig Gibernau från roadracing på högsta nivån.
Den 12 juni 2008 konfirmerades han som Ducatis nye testförare, vilket gjorde det till en förberedelse till comeback. Han körde Roadracing-VM 2009, i MotoGP-klassen för Grupo Francisco Hernando Ducati. När så sponsorn drog sig tillbaka från MotoGP efter USA:s Grand Prix var Gibernaus karriär över.

## Statistik 500GP/MotoGP
| Nr | Grand Prix | År   |
| -- | ---------- | ---- |
| 1  | Valencia   | 2001 |
| 2  | Sydafrika  | 2003 |
| 3  | Frankrike  | 2003 |
| 4  | Holland    | 2003 |
| 5  | Tyskland   | 2003 |
| 6  | Spanien    | 2004 |
| 7  | Frankrike  | 2004 |
| 8  | Tjeckien   | 2004 |
| 9  | Qatar      | 2004 |

| Nr | Grand Prix     | År   |
| -- | -------------- | ---- |
| 1  | Sydafrika      | 1999 |
| 2  | Storbritannien | 2003 |
| 3  | Tjeckien       | 2003 |
| 4  | Brasilien      | 2003 |
| 5  | Malaysia       | 2003 |
| 6  | Valencia       | 2003 |
| 7  | Katalonien     | 2004 |
| 8  | Holland        | 2004 |
| 9  | Australien     | 2004 |
| 10 | Spanien        | 2005 |
| 11 | Kina           | 2005 |
| 12 | Frankrike      | 2005 |
| 13 | Katalonien     | 2005 |
| 14 | Tyskland       | 2005 |

| Nr | Grand Prix     | År   |
| -- | -------------- | ---- |
| 1  | Madrid         | 1998 |
| 2  | Spanien        | 1999 |
| 3  | Katalonien     | 1999 |
| 4  | Holland        | 1999 |
| 5  | Katalonien     | 2003 |
| 6  | Sydafrika      | 2004 |
| 7  | Storbritannien | 2004 |